# Eine Frau verschwindet (1942)
Eine Frau verschwindet ist ein Schweizer Spielfilm aus dem Jahre 1942 von Jacques Feyder mit seiner Ehefrau Françoise Rosay in der Titelrolle und in drei weiteren Rollen.

## Handlung
Fanny Helder ist eine gefeierte Bühneninterpretin. Sie ist der Ovationen müde geworden und beabsichtigt, sich von den Brettern, die ihr einst die Welt bedeuten, zurückzuziehen. Fanny möchte sich gern bei ihrer Tochter Geneviève, die mit dem Genfer Diplomaten Robert Chardin verheiratet ist, einnisten. Doch dessen familiäres Umfeld ist von einer kunstfernen Stocksteife bestimmt. Die Anwesenheit einer zweimal geschiedenen Frau, noch dazu aus der «Welt der Gaukler», ruft bei den puritanischen Schwiegereltern Genevièves mehr als nur Nasenrümpfen hervor. Es kommt zu innerfamiliären Spannungen, man macht der gefeierten Grande Dame der Theaterwelt das Leben schwer. Als ihre Berühmtheit sogar ein «Skandälchen» hervorruft, fürchtet Chardin um seine Karriere. Es kommt zum Bruch, und die Chardins lassen durchblicken, dass man sie nicht mehr zu dulden bereit sei und eine Abreise Fannys begrüssen würde.
Einige Tage später ist Fanny Helder tatsächlich auf und davon, und eine unbekannte Frauenleiche wird am Ufer des Genfer Sees angeschwemmt. Drei verschiedene «Zeugen» glauben die Tote wieder zu erkennen: der Waliser Weinbauer Bourguinet identifiziert sie als seine mütterliche Magd Tona, die ihm und seinem Hof enttäuscht den Rücken gekehrt hatte, als er mit einer Frau aus der Stadt, seiner neuen Gattin, auf den Hof zurückkehrte. Fräulein Lucie Delvé, die ein in massiven Zahlungsschwierigkeiten befindliches Mädchenpensionat ihr eigen nennt, behauptet hingegen, dass es sich bei der Toten um ihre Schwester Rose handeln müsse, die sich wohl das Leben genommen habe, als sich ihre Schülerinnen von ihr abwendeten. Der Schiffer Giacomo wiederum meint steif und fest, dass es sich bei der Frauenleiche um seine Ehefrau Flora handeln müsse. Es sei zwischen den beiden zu einem heftigen Ehestreit gekommen, woraufhin seine bessere Hälfte wutentbrannt den Schleppkahn verlassen habe und an Land gegangen sei.
Der ermittelnde Polizeikommissar Michel nimmt sich der Sache an, stösst aber bald auf Ungereimtheiten. Zu viele Aussagen passen nicht zusammen, und die verschwundenen (und totgeglaubten) Frauen waren untereinander zu unähnlich. Schliesslich findet er heraus, dass sowohl Rose und Tona als auch Flora noch leben. Erst Fanny Helders Agent bringt Licht ins Dunkel: Er belegt mit Dokumenten, dass es sich bei der Toten tatsächlich um die einst gefeierte Künstlerin handeln müsse. Kommissar Michel, der wie so viele andere einst ein grosser Verehrer von Fanny Helders Theaterkunst war, vernichtet aus Respekt vor der Toten ihre Polizeiakte.

## Produktionsnotizen
Die Dreharbeiten zu Eine Frau verschwindet begannen im September 1941 und endeten am 21. Februar 1942. Die Innenaufnahmen entstanden im Filmatelier von Basel-Münchenstein, die Aussenaufnahmen am Genfer See, in Lutry (Schloss Fonjallaz), Clarens, Villeneuf (Hotel Byron), Genf, Grimentz, Fully, im Val d’Anniviers, Ardon, Ascona, Morcote, Lugano, Rheinfelden, Dornach und Brunnen-Flüelen. Die Uraufführung fand in zwei Genfer Kinos am 25. April 1942 statt. In der deutschsprachigen Schweiz konnte man Eine Frau verschwindet erstmals am 12. September 1942 im Zürcher Rex-Kino sehen. In Österreich hiess der Film bei seiner Erstaufführung am 18. August 1950 Entsagung. In Deutschland wurde der Streifen nie gezeigt.
Die Filmbauten und Kostüme entwarf Jean d’Eaubonne. Einer von fünf Regieassistenten war der später in seiner Heimat, den Niederlanden, Karriere machende Regisseur Fons Rademakers.
Eine Frau verschwindet gilt als der erste bedeutendere Tonfilmbeitrag der Welschschweiz. Für den hier im Exil befindlichen gebürtigen Belgier und Wahlfranzosen Jacques Feyder, sollte dieser Film seine letzte Kinoinszenierung sein.
Für die zumeist französischen Filmbeteiligten war es zunächst schwierig, ihr deutsch besetztes Land zu verlassen, zumal einige von ihnen als Feinde des Reichs galten. Das Vichy-Regime, auf dessen Staatsgebiet sie sich 1941 aufhielten, verweigerte ihnen anfänglich die Ausstellung von Reisepässen. Erst ein Interview der Rosay mit der BBC und die Drohung, im Verweigerungsfall Selbstmord zu begehen, soll dazu geführt haben, dass Vichy die Filmequipe am 7. August 1941 in die Schweiz ausreisen liess. Das Filmteam soll bewusst die Dreharbeiten verzögert haben, um so lange wie irgend möglich in der vom Weltkriegsgeschehen und den damit einhergehenden Mangelverhältnissen, die sonst in Europa herrschten, befreiten Schweiz bleiben zu können. Dadurch erhöhten sich auch die knapp 200.000 Franken taxierten Produktionskosten auf gut das Dreifache. Trotz Angebote seitens Vichys zur Rückkehr, entschloss sich das Ehepaar Rosay-Feyder nach Ende der Dreharbeiten, in der Schweiz zu bleiben. Feyder, durch seine zunehmende Trunksucht gehemmt, sollte anschliessend keine Regieaufträge mehr bekommen bzw. durch eigenes Fehlverhalten (wie im Falle von «Matura-Reise», Schweiz 1943) verspielt haben.

## Kritik
Während der Film in der Welschschweiz ein grosser Erfolg werden sollte, wurde er von dem deutschschweizerischen Publikum quasi komplett ignoriert. Immerhin transportierte er Nationalstolz in der Romandie, und der Kritiker Emile Gret nannte ihn in der Ciné-Suisse vom 1. August 1942 «der grösste je in unserem Land gedrehte Film.» Dennoch wurden in der Presse zahlreiche Passagen als «unschweizerisch» gegeisselt, und spezielle die Tessiner Presse mokierte sich über die karikierende Darstellung der Italo-Schweizer Flora und Giacomo.

Une femme disparaît ist in der Tat ein Alterswerk, das in der grossen Filmographie seines Autors zurücktritt. Die Aufsplitterung der Episoden von unterschiedlicher Qualität schadet der Kohärenz. (…) Der Walliser Teil, von Anfang bis Ende kontrolliert, von nie nachlassender Genauigkeit in seinen Milieuschilderungen … kontrastiert heftig mit der knallenden Tessiner «fantasia», die zu sehr auf die mimische Ausgelassenheit seiner Darsteller ausgerichtet ist. Vordergründig ist Une femme disparait vor allem eine «Françoise Rosay-Gala», ein phantastischer Vorwand, um ihre verblüffende Verwandlungskunst zu dokumentieren.